# V·巴拉库马兰
V·巴拉库马兰（羅馬化：V. Balakumaran）是斯里兰卡泰米尔政治活动家，也是泰米尔激进组织的活跃成员。他是伊拉姆学生革命组织的领导人之一，后来加入泰米尔伊拉姆猛虎解放组织，并在其政治部门积极活动。
巴拉库马兰于1947年11月15日出生在斯里兰卡北部贾夫纳区卡拉维迪。 1970年代中期泰米尔青年激进主义兴起期间，他加入伊拉姆学生革命组织，理由是僧伽罗人主导的斯里兰卡政府对他们不间断地歧视和压迫。1987年印度与斯里兰卡签订《印度—斯里兰卡协议》，试图解除泰米尔激进组织的武装，伊拉姆学生革命组织的领导层就此决定解散该组织；随后，巴拉库马兰加入并未参与谈判的泰米尔猛虎组织。
1990年至2009年期间，担任泰米尔猛虎组织的主要政治顾问之一。2009年1月26日的斯里兰卡内战最后阶段，他在政府炮击中受伤；5月17日，他和18岁儿子苏里亚迪潘在穆莱蒂武向斯里兰卡陆军投降后失踪。 2010年，《岛报》报道称其已于2009年被斯里兰卡军队杀害。